# Sloanea calva
Sloanea calva är en tvåhjärtbladig växtart som beskrevs av Pal.-duque & Fern.Alonso. Sloanea calva ingår i släktet Sloanea och familjen Elaeocarpaceae. Inga underarter finns listade i Catalogue of Life.